# Ratolí de Thomas d'Antonio Brack
El ratolí de Thomas d'Antonio Brack (Thomasomys antoniobracki) és una espècie de mamífer rosegador de la família dels cricètids. És endèmic del nord del Perú, on viu a altituds d'entre 2.670 i 2.720 msnm. El seu hàbitat natural són els boscos montans. Té una llargada de cap a gropa de 184-188 mm. Fou anomenat en honor del professor, ecologista, escriptor, polític, fotògraf, presentador de televisió, conservacionista, divulgador científic i investigador peruà Antonio José Brack Egg. Com que fou descobert fa poc, encara no se n'ha avaluat l'estat de conservació.